# Дженнінгс (Міссурі)
Дженнінгс (англ. Jennings) — місто (англ. city) в США, в окрузі Сент-Луїс штату Міссурі. Населення — 12 895 осіб (2020).

## Географія
Дженнінгс розташований за координатами 38°43′23″ пн. ш. 90°15′51″ зх. д. / 38.72306° пн. ш. 90.26417° зх. д. (38.723035, -90.264261).  За даними Бюро перепису населення США в 2010 році місто мало площу 9,59 км², уся площа — суходіл.

## Демографія
Згідно з переписом 2010 року, у місті мешкало 14 712 осіб у 5847 домогосподарствах у складі 3782 родин. Густота населення становила 1534 особи/км².  Було 6937 помешкань (723/км²).
Расовий склад населення:
| - 89,8 % — чорних або афроамериканців - 8,5 % — білих - 0,2 % — азіатів - 0,1 % — корінних американців |

До двох чи більше рас належало 1,1 %. Частка іспаномовних становила 0,6 % від усіх жителів.
За віковим діапазоном населення розподілялося таким чином: 27,0 % — особи молодші 18 років, 62,3 % — особи у віці 18—64 років, 10,7 % — особи у віці 65 років та старші. Медіана віку мешканця становила 35,2 року. На 100 осіб жіночої статі у місті припадало 80,3 чоловіків;  на 100 жінок у віці від 18 років та старших — 71,8 чоловіків також старших 18 років.
Середній дохід на одне домашнє господарство  становив 37 627 доларів США (медіана — 29 393), а середній дохід на одну сім'ю — 42 637 доларів (медіана — 32 616). Медіана доходів становила 27 264 долари для чоловіків та 27 407 доларів для жінок. За межею бідності перебувало 29,9 % осіб, у тому числі 50,5 % дітей у віці до 18 років та 9,7 % осіб у віці 65 років та старших.
Цивільне працевлаштоване населення становило 5747 осіб. Основні галузі зайнятості: освіта, охорона здоров'я та соціальна допомога — 33,3 %, мистецтво, розваги та відпочинок — 13,6 %, транспорт — 10,0 %, науковці, спеціалісти, менеджери — 8,8 %.